# Liste des maires d'Athènes
Le maire d'Athènes est le dirigeant de la municipalité d'Athènes, en Grèce, le plus grand district de la ville.
Athènes est créée en tant que communauté pour la première fois en 1690. Lorsque les premiers maires de la ville ont été nommés, ils avaient un mandat de plusieurs années. Les premières élections municipales d'Athènes, en tant que ville de la Grèce libre, ont eu lieu en 1822, avec l'élection des Anciens (el), selon le système de gouvernement ottoman. Les derniers maires sous la domination ottomane étaient I. Vláchos, N. Zacharítzas, C. Gikákis et I. Pállis. Avec la loi votée le 30 avril 1822 par l'Assemblée nationale d'Épidaure, les maires sont élus par le peuple pour un mandat annuel. À Athènes, la démogérontie (el) est abolie le 31 mars 1835.
Avec son élection en 1994, Dimítris Avramópoulos est devenu le plus jeune maire d'Athènes. Le pourcentage le plus élevé jamais enregistré aux élections municipales à Athènes a été recueilli par Dimítris Avramópoulos, lorsqu'il a été réélu maire d'Athènes, au premier tour, en octobre 1998. En 2003, Dóra Bakoyánni est devenue la première femme à occuper ce poste.
Depuis le 1er janvier 2024, le maire d'Athènes est Háris Doúkas (en).

## Démogérontes
Les premiers maires élus par le peuple, sous administration grecque, sont les suivants :

### 1822
- Symeón Spyridoníti (higoumène)
- Stámos Seraphín
- Michaíl Vouzíkis
- Spyrídon Patoúsa

### 1825
- Nikólaos Zacharítsas (el)
- N. Karóris
- F. Vláchos
- Stámos Seraphín

### 1829
- Spyrídon Patoúsa
- Spyrídon Benizélos (el)
- Stéfanos Filippídis

### 1831
- Anargyros Petrakis
- Ángelos Gérondas
- Nikólaos Zacharítsas
- Michaíl Vouzíkis

### 1833
- M. Tournavítis
- F. Vláchos
- Spyrídon Patoúsa

### 1835
- Giannakós Vláchos
- Michaíl Vouzíkis
- G. Metaxás

## Royaume de Grèce (1832-1924)
| Maire | Maire                       | Début de mandat   | Fin de mandat     | Parti                |
| ----- | --------------------------- | ----------------- | ----------------- | -------------------- |
| 1     | Anárgyros Petrákis          | 5 mai 1836        | 26 janvier 1837   | Parti français       |
| 2     | Ángelos Gérondas            | 26 janvier 1837   | 11 juin 1837      | Parti français       |
| 3     | Dimitrios Kallifronas (el)  | 11 juin 1837      | 7 juillet 1837    | Parti russe          |
| (2)   | Ángelos Gérondas            | 7 juillet 1837    | 6 septembre 1840  | Parti français       |
| (3)   | Dimítrios Kallifronás (el)  | 6 septembre 1840  | 16 mars 1841      | Parti russe          |
| 4     | Dimítrios Misaraliótis (el) | 16 mars 1841      | 16 août 1841      | Parti russe          |
| (1)   | Anárgyros Petrákis          | 16 août 1841      | 21 octobre 1843   | Parti français       |
| 5     | Spyrídon Benizélos (el)     | 21 octobre 1843   | 12 novembre 1850  | Parti anglais        |
| 6     | Nikólaos Zacharítsas (el)   | 12 novembre 1850  | 29 août 1851      | Parti russe          |
| 7     | Ioánnis Kóniaris (el)       | 29 août 1851      | 14 novembre 1854  | Sans étiquette       |
| 8     | Konstantínos Galátis (el)   | 14 novembre 1854  | 25 mars 1857      | Sans étiquette       |
| 9     | Geórgios Skoúfos (el)       | 25 mars 1857      | 13 octobre 1862   | Parti français       |
| 10    | Emmanouíl Koutsikáris (el)  | 13 octobre 1862   | 28 août 1865      | Parti russe          |
| 11    | Periklís Zacharítsas (el)   | 28 août 1865      | 22 avril 1866     | Parti russe          |
| (9)   | Geórgios Skoúfos (el)       | 22 avril 1866     | 22 avril 1870     | Parti français       |
| 12    | Panagís Kyriakós (el)       | 22 avril 1870     | 11 mai 1879       | Sans étiquette       |
| 13    | Dimítrios Soútsos (el)      | 11 mai 1879       | 1er octobre 1887  | Nouveau Parti (1873) |
| 14    | Thrasývoulos Papalexandrís  | 1er octobre 1887  | 17 décembre 1887  | Sans étiquette       |
| 15    | Timoléon Philímon (el)      | 17 décembre 1887  | 1er octobre 1891  | Nouveau Parti (1873) |
| 16    | Michaíl Melás (el)          | 1er octobre 1891  | 1er novembre 1894 | Parti nationaliste   |
| 17    | Dimítrios Silyvriótis (el)  | 1er novembre 1894 | 1er décembre 1895 | Sans étiquette       |
| 18    | Lámbros Kallifronás (el)    | 1er décembre 1895 | 12 septembre 1899 | Sans étiquette       |
| 19    | Spyrídon Merkoúris          | 12 septembre 1899 | 1er avril 1914    | Nouveau Parti (1873) |
| 20    | Emmanuel Benákis            | 1er avril 1914    | 9 juillet 1919    | Parti libéral        |
| 21    | Spyrídon Pátsis (el)        | 9 juillet 1919    | 26 novembre 1920  | Parti libéral        |
| 22    | Geórgios Tsóchas (el)       | 26 novembre 1920  | 21 septembre 1922 | Parti du peuple      |
| (21)  | Spyrídon Pátsis (el)        | 21 septembre 1922 | 30 novembre 1925  | Parti libéral        |

## Deuxième République hellénique (1924–1935)
| Maire | Maire                | Début de mandat    | Fin de mandat      | Parti                          |
| ----- | -------------------- | ------------------ | ------------------ | ------------------------------ |
| (21)  | Spyrídon Pátsis (el) | 30 novembre 1925   | 1er septembre 1929 | Parti libéral                  |
| (19)  | Spyrídon Merkoúris   | 1er septembre 1929 | 1er avril 1934     | Parti libéral                  |
| 23    | Kóstas Kotziás (el)  | 1er avril 1934     | 16 septembre 1936  | Parti des libres penseurs (en) |

## Royaume de Grèce (1935–1941)
| Maire                         | Maire                      | Début de mandat   | Fin de mandat | Parti          |
| ----------------------------- | -------------------------- | ----------------- | ------------- | -------------- |
| Régime de Métaxas (1936-1941) |                            |                   |               |                |
| 24                            | Ambrósios Plytás           | 16 septembre 1936 | 11 mai 1941   | Sans étiquette |
| 25                            | Konstantínos Mérmigas (el) | 11 mai 1941       | 2 août 1941   | Sans étiquette |

## État grec (1941–1944)
| Maire                       | Maire                  | Début de mandat | Fin de mandat   | Parti                          |
| --------------------------- | ---------------------- | --------------- | --------------- | ------------------------------ |
| Forces de l’Axe (1941-1944) |                        |                 |                 |                                |
| 26                          | Ángelos Georgátos (el) | 2 août 1941     | 12 octobre 1944 | Sans étiquette (Collaboration) |

## Royaume de Grèce (1944-1974)
| Maire                              | Maire                          | Début de mandat   | Fin de mandat     | Parti                                     | Coalition               | Coalition                                 |
| ---------------------------------- | ------------------------------ | ----------------- | ----------------- | ----------------------------------------- | ----------------------- | ----------------------------------------- |
| 27                                 | Aristeídis Sklirós (el)        | 12 octobre 1944   | 18 mai 1946       | Parti libéral                             |                         | Parti libéral 1944-1946                   |
| 28                                 | Ioánnis Pitsíkas (el)          | 18 mai 1946       | 18 août 1950      | Parti du peuple                           |                         | Parti du peuple 1946-1950                 |
| 29                                 | Antónios Ragoúsis (el)         | 18 août 1950      | 20 mai 1951       | Sans étiquette                            |                         | Sans étiquette 1950-1951                  |
| (23)                               | Kóstas Kotziás (el)            | 20 mai 1951       | 9 décembre 1951   | Alignement politiquement indépendant (en) |                         | PAP (en) - Parti du peuple 1951           |
| 30                                 | Konstantínos Deligiánnis       | 9 décembre 1951   | 18 décembre 1951  | Sans étiquette                            |                         | Sans étiquette 1951                       |
| 31                                 | Konstantínos Nikolópoulos (el) | 18 décembre 1951  | 13 février 1955   | Sans étiquette                            |                         | Sans étiquette 1951-1955                  |
| 32                                 | Pafsanías Katsótas             | 13 février 1955   | 28 juin 1959      | Parti libéral                             |                         | EPEK (el) - Parti libéral - EDA 1955-1956 |
|                                    | Pafsanías Katsótas             | 13 février 1955   | 28 juin 1959      | Parti libéral                             | Parti libéral 1956-1959 |                                           |
| 33                                 | Ángelos Tsoukalás              | 28 juin 1959      | 15 septembre 1964 | Parti libéral                             |                         | Parti libéral 1959-1961                   |
|                                    | Ángelos Tsoukalás              | 28 juin 1959      | 15 septembre 1964 | Union du centre                           |                         | Union du centre 1961-1964                 |
| 34                                 | Geórgios Plytás (el)           | 15 septembre 1964 | 9 mai 1967        | Union nationale radicale                  |                         | Union nationale radicale 1964-1967        |
| Dictature des colonels (1967–1974) |                                |                   |                   |                                           |                         |                                           |
| 35                                 | Geórgios Plytás (el)           | 10 décembre 1967  | 25 septembre 1974 | Militaires                                |                         | Sans étiquette 1967-1974                  |

## Troisième République hellénique (depuis 1974)
| Maire | Maire                                                              | Maire                    | Début de mandat    | Fin de mandat                           | Parti                                                       | Coalition                                                                                |
| ----- | ------------------------------------------------------------------ | ------------------------ | ------------------ | --------------------------------------- | ----------------------------------------------------------- | ---------------------------------------------------------------------------------------- |
| 36    |                                                                    | Konstantínos Dárras      | 25 septembre 1974  | 6 juin 1975                             | Indépendant                                                 | Indépendant 1974-1975                                                                    |
| 37    | Ioánnis Papatheodórou (el)                                         | 6 juin 1975              | 1er janvier 1979   | Union du Centre - Nouvelles Forces (el) | Union du Centre - Nouvelles Forces (el) 1975-1979           |                                                                                          |
| 38    | Dimítris Béis (el)                                                 | 1er janvier 1979         | 31 décembre 1986   | PASOK                                   | PASOK 1979-1987                                             |                                                                                          |
| 39    |                                                                    | Miltiádis Évert          | 1er janvier 1987   | 15 mai 1989                             | Nouvelle Démocratie                                         | Nouvelle Démocratie 1987-1989                                                            |
| 40    |                                                                    | Nikólaos Giatrákos       | 15 mai 1989        | 31 décembre 1990                        | Indépendant                                                 | Nouvelle Démocratie 1989-1991                                                            |
| 41    | Antónis Trítsis (el)                                               | 1er janvier 1991         | 22 avril 1992      | Mouvement radical grec (en)             | Nouvelle Démocratie - Mouvement radical grec (en) 1991-1992 |                                                                                          |
| 42    | Leonídas Kourís (el)                                               | 22 avril 1992            | 31 décembre 1994   | Nouvelle Démocratie                     | Nouvelle Démocratie 1992-1995                               |                                                                                          |
| 43    |                                                                    | Dimítris Avramópoulos    | 1er janvier 1995   | 31 décembre 2002                        | Nouvelle Démocratie                                         | Nouvelle Démocratie 1995-2002                                                            |
| 44    |                                                                    | Dóra Bakoyánni           | 1er janvier 2003   | 23 février 2006                         | Nouvelle Démocratie                                         | Nouvelle Démocratie - Athènes demain 2002-2006                                           |
| 45    |                                                                    | Theódoros Bechrákis (el) | 23 février 2006    | 31 décembre 2006                        | Nouvelle Démocratie                                         | Nouvelle Démocratie - Athènes demain 2006 -2007                                          |
| 46    |                                                                    | Nikítas Kaklamánis       | 1er janvier 2007   | 31 décembre 2010                        | Nouvelle Démocratie                                         | Nouvelle Démocratie - Alerte populaire orthodoxe 2007-2011                               |
| 47    |                                                                    | Geórgios Kamínis         | 1er janvier 2011   | 4 mai 2019                              | Indépendant                                                 | PASOK - Gauche démocrate - Verts écologistes - Drassi - Alliance libérale (en) 2011-2014 |
| 47    | L'Olivier - Gauche démocrate - Drassi - Recréer la Grèce 2014-2019 | Geórgios Kamínis         | 1er janvier 2011   | 4 mai 2019                              | Indépendant                                                 |                                                                                          |
| 48    |                                                                    | Giórgios Broúlias (el)   | 8 mai 2019         | 31 août 2019                            | Indépendant                                                 | L'Olivier - Gauche démocrate - Drassi - Recréer la Grèce 2019                            |
| 49    |                                                                    | Kóstas Bakoyánnis        | 1er septembre 2019 | 31 décembre 2023                        | Nouvelle Démocratie                                         | Nouvelle Démocratie - La Rivière 2019-2023                                               |
| 50    |                                                                    | Háris Doúkas (en)        | 1er janvier 2024   | en cours                                | PASOK                                                       | PASOK - SYRIZA 2024-En cours                                                             |

## Sources de la traduction
- (en)/(el) Cet article est partiellement ou en totalité issu des articles intitulés en anglais « List of mayors of Athens » (voir la liste des auteurs) et en grec moderne « Κατάλογος δημάρχων Αθηναίων » (voir la liste des auteurs).